# 里弗賽德鎮區 (愛荷華州萊昂縣)
里弗賽德鎮區（英語：Riverside Township）是位於美國愛荷華州萊昂縣的一個行政鎮區。

## 地方資料
根據2010年美國人口普查的數據，里弗賽德鎮區的面積為71.15平方千米，當中陸地面積為71.13平方千米，而水域面積為0.02平方千米。當地共有人口412人，而人口密度為每平方千米5.79人。